# Északiak: A viking saga
Az Északiak: A viking saga (eredeti cím: Northmen: A Viking Saga) 2014-ben bemutatott koprodukciós történelmi akciófilm, amelyet Claudio Fäh rendezett. A főbb szerepekben Tom Hopper, Ryan Kwanten és Ken Duken, Charlie Murphy, Ed Skrein látható. 
Németországban 2014. október 23-án, Magyarországon 2014. november 6-án mutatták be a mozikba.

## Cselekmény
Az Asbjörn vezette vikingek egy csoportja a skót partoknál reked, miután hajójuk elsüllyed egy viharban. Ott megtámadják a király lányát, Ingheant az esküvőjére kísérő katonák. A vikingek legyőzik a katonákat, és magukkal viszik Ingheant abban a reményben, hogy váltságdíjat kapnak érte. Útközben találkoznak egy szerzetessel, aki segítséget és menedéket kínál nekik. Eközben Inghean apja, Dunchaid király megbízott egy zsoldoscsapatot a vikingek üldözésére, hogy kiszabadítsák a lányát.
Amikor a zsoldosok megtámadják a tornyot, ahol a szerzetes és a vikingek tartózkodnak, a csoportnak sikerül elmenekülnie egy alagúton keresztül. A szerzetes felajánlja, hogy megmutatja a vikingeknek az utat Danelagba, ahol biztonságban lennének. Útközben a zsoldosok többször rájuk támadnak, de végül sikerül legyőzniük őket. Dunchaid király és csapatai egy sziklán érik utol a csapatot. Asbjörn beugrik a vízbe, és sikerül egy barlangból csónakot hoznia. A többi viking, a szerzetes és Inghean, aki úgy döntött, a vikingekkel marad, szintén a vízbe ugrik. A csoport együtt evez Danelag felé.

## Szereplők
| Szerep           | Színész         | Magyar hang         |
| ---------------- | --------------- | ------------------- |
| Asbjörn          | Tom Hopper      | Kálid Artúr         |
| Conall           | Ryan Kwanten    | Varga Gábor         |
| Thorald          | Ken Duken       | Anger Zsolt         |
| Inghean hercegnő | Charlie Murphy  | Gubás Gabi          |
| Hjorr            | Ed Skrein       | Barabás Kiss Zoltán |
| Bovarr           | Anatole Taubman | Jakab Csaba         |
| Jorund           | Leo Gregory     | Stohl András        |
| Björn            | James Norton    | Kisfalusi Lehel     |
| Gunnar           | Darrell D’Silva | Vass Gábor          |
| Valli            | Johan Hegg      | Berzsenyi Zoltán    |
| Dunchaid király  | Danny Keogh     |                     |

### Magyar változat
- Bemondó: Endrédi Máté
- Magyar szöveg: Nagy Márta
- Hangmérnök: A. Tamás Attila
- Gyártásvezető: Horváth Márta
- Technikai munkatárs: Maf Márton
- Szinkronrendező: Berzsenyi Zoltán
- Produkciós vezető: Asperján Tamás

A szinkront az FDS-Technology Kft. készítette el.

## A film készítése
A filmet a Hollywoodban élő svájci Claudio Fäh rendezte az osztrák Mattias Bauer és Bastian Zach, a One Way Trip című svájci horrorfilm íróinak forgatókönyvéből. A színészek a forgatás megkezdése előtt egy kiképzőtáborban készültek a szerepükre, ahol minden nap próbálták a kaszkadőrmutatványokat.
A forgatás nagy része a dél-afrikai Franschhoekben zajlott, amely Skócia helyszíneként szolgált a filmben.